# 海陸悍將4
《海陸悍將4》是一部2015年美國動作片，由威廉·考夫曼執導，麥克·「米茲」·米茲安恩、梅莉莎·羅克斯伯、喬希·布萊克、桑瑪·蕾和馬修·麥考爾主演。本片為《海陸悍將》系列電影的第四部作品，為米茲第二次擔任主角。電影於2015年4月20日發行在數位版，而DVD和藍光版則在4月21日發行。

## 劇情
故事敘述傑克·卡特（麥克·「米茲」·米茲安恩飾）授命保全公司保護握有關鍵軍火情報的24歲美麗工程師奧莉薇亞·塔尼斯（梅莉莎·羅克斯伯飾），但不料公司裡有內鬼企圖除掉奧利薇亞而雇用南非傭兵來追殺她，使傑克成為她唯一的可靠保鑣。

## 演員
- 麥克·「米茲」·米茲安恩飾演傑克·卡特（Jake Carter）
- 梅莉莎·羅克斯伯（英语：Melissa Roxburgh）飾演奧莉薇亞·塔尼斯（Olivia Tanis）
- 喬希·布萊克飾演安德魯·沃格爾（Andrew Vogel）
- 桑瑪·蕾飾演蕾切爾·道斯（Rachel Dawes）
- 馬修·麥考爾飾演伊森·史密斯（Ethan Smith）
- 保羅·麥克吉萊恩飾演探長雷德曼（Det. Redman）
- 羅克·克里切洛飾演奈特·米勒（Nate Miller）

## 製作
2014年2月，WWE世界摔角巨星米茲宣布要出演在第三集中詮釋的傑克·卡特一角，並將與女子摔角天后桑瑪·蕾共同演出；桑瑪·蕾同時也成為首位在WWE電影製片廠的電影中參與演出的女摔角手。主要拍攝於2014年4月開始進行，並於5月時在不列顛哥倫比亞的斯闊米甚進行最後拍攝。

## 備註
1. ↑  或稱「The Marine 4」和「The Marine: Moving Target」。

## 外部連結
- 互联网电影数据库（IMDb）上《海陸悍將4》的资料（英文）